# Niedersteinebach
Niedersteinebach ist eine Ortsgemeinde im Landkreis Altenkirchen in Rheinland-Pfalz. Sie gehört der Verbandsgemeinde Altenkirchen-Flammersfeld an.

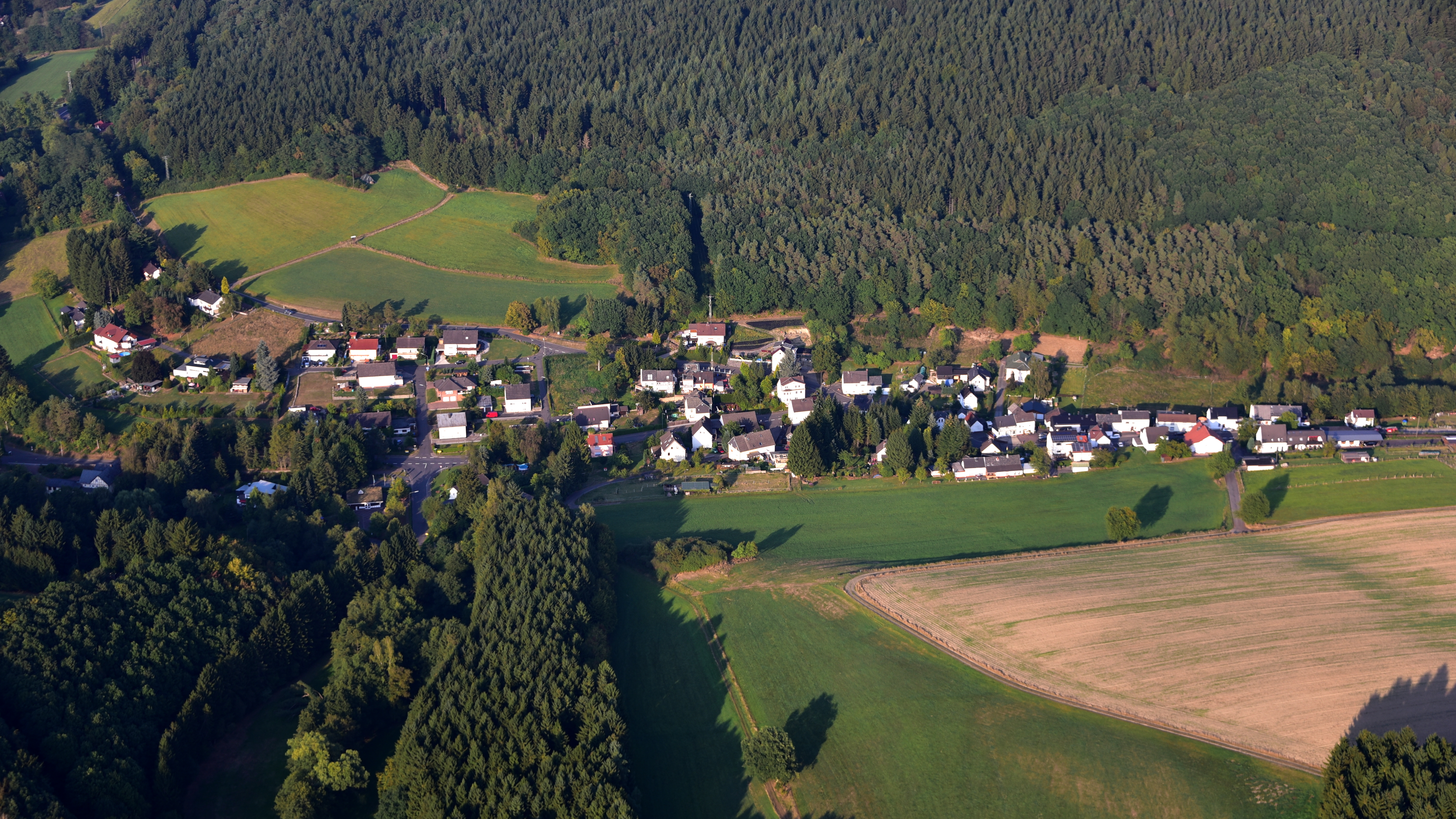
Niedersteinebach, Luftaufnahme (2016)

## Geographie
Niedersteinbach liegt im Westerwald. Im Ort mündet der innerörtlich teils verrohrte Hufer Bach in den Lahrbach, ein Nebengewässer der Wied.
Nachbarorte von Niedersteinebach sind die Ortsgemeinden Burglahr im Norden, Bürdenbach im Nordosten, Güllesheim im Osten, Horhausen im Südosten, Obersteinebach im Südwesten und Peterslahr im Nordwesten.

## Geschichte
Niedersteinebach wurde im Jahre 1250 zum ersten Mal urkundlich erwähnt.
Niedersteinebach gehörte bis Anfang des 19. Jahrhunderts zum Kurfürstentum Trier und war Teil des Kirchspiels Horhausen. Die rechtsrheinischen Teile des Kurfürstentums Trier wurden 1803 auf der Grundlage des Reichsdeputationshauptschlusses dem Fürstentum Nassau-Weilburg zugeteilt und gehörten nach der Gründung des Rheinbundes von 1806 an zum Herzogtum Nassau. Aufgrund der auf dem Wiener Kongress (1815) getroffenen Vereinbarungen wurde das Gebiet der ehemaligen saynischen Grafschaften an das Königreich Preußen abgetreten.
Unter der preußischen Verwaltung wurde Niedersteinebach der Bürgermeisterei Flammersfeld im neu errichten Kreis Altenkirchen zugeordnet, der von 1822 an zur Rheinprovinz gehörte.
Als Folge des Ersten Weltkriegs war die gesamte Region dem französischen Abschnitt der Alliierten Rheinlandbesetzung zugeordnet. Nach dem Zweiten Weltkrieg gehörte Niedersteinebach zur französischen Besatzungszone und ist seit 1946 Teil des damals neu geschaffenen Landes Rheinland-Pfalz.
Statistik zur Einwohnerentwicklung
Die Entwicklung der Einwohnerzahl von Niedersteinebach, die Werte von 1871 bis 1987 beruhen auf Volkszählungen:
| Jahr | Einwohner |
| 1815 | 59        |
| 1835 | 77        |
| 1871 | 114       |
| 1905 | 157       |
| 1939 | 154       |
| 1950 | 170       |

| Jahr | Einwohner |
| 1961 | 177       |
| 1970 | 172       |
| 1987 | 211       |
| 2005 | 191       |
| 2022 | 202       |

## Politik

### Gemeinderat
Der Gemeinderat in Niedersteinebach besteht aus sechs Ratsmitgliedern, die bei der Kommunalwahl am 9. Juni 2024 in einer Mehrheitswahl gewählt wurden, und der ehrenamtlichen Ortsbürgermeisterin als Vorsitzender.

### Bürgermeister
Melanie Seliger (geb. Badziong) wurde am 20. April 2023 Ortsbürgermeisterin von Niedersteinebach. Bei der Direktwahl am 2. April 2023 war sie mit einem Stimmenanteil von 71,43 % gewählt worden. Bei der Direktwahl am 9. Juni 2024 wurde sie als einzige Bewerberin mit 63,7 % für weitere fünf Jahre wiedergewählt.
Ihr Vorgänger Kai Gräf hatte das Amt am 14. Oktober 2021 übernommen. Mit Wirkung zum 31. Dezember 2022 legte Gräf das Ehrenamt vorzeitig nieder, wodurch eine Neuwahl erforderlich wurde. Gräfs Vorgänger Dieter Tiefenau hatte das Ehrenamt seit 1994 inne. Zuletzt bei der Direktwahl am 26. Mai 2019 wurde er für weitere fünf Jahre in seinem Amt bestätigt. Im Juni 2021 legte er das Amt jedoch nach 27 Jahren vorzeitig nieder.

## Wirtschaft und Infrastruktur

### Unternehmen
Am Nordrand des Ortes befindet sich die Grube Louise, ein Eisenerzbergwerk, das zuerst 1771 erwähnt wurde. Der Betrieb wurde 1930 eingestellt; heute befindet sich dort ein Seminarzentrum.

### Verkehr
Niedersteinebach liegt an der Kreisstraße 1, von der im Ort die K 3 und von dieser wiederum die K 4 abzweigen.
Durch mehrere Buslinien wird der Ort an den ÖPNV angebunden.